# グレタ・サクマリー
グレタ・ザックマリー（Gréta Szakmáry、1991年12月31日 - ）は、ハンガリーの元女子バレーボール選手。元ハンガリー代表。

## 来歴
ニーレジハーザ出身。9歳のときにバレーボールをはじめ、2006年に世代別の代表に選ばれた。2012年にはシニアのハンガリー代表に初選出された。欧州選手権をはじめ国際大会ではエースとして活躍している。2017年のワールドグランプリグループ3ではベストスコアラー部門2位、ベストスパイカー部門1位の活躍をみせ、同年にはハンガリーのバレーボール選手オブザイヤーに選ばれた。2017/18シーズンから4年間はドイツブンデスリーガのシュヴェリーンSCでプレーした。2018年ヨーロッパリーグでベストアウトサイドヒッター賞を受賞した。2021年には代表チームの主将を務め、地元開催の欧州選手権に出場した。
2024年8月、SVリーグ所属のSAGA久光スプリングス入団が発表された。2025年5月、現役引退を表明。

## 球歴
- ワールドグランプリ - 2017年
- 欧州選手権 - 2015年、2017年、2019年、2021年

## 受賞歴
- 2018年 - ヨーロッパリーグ ベストアウトサイドヒッター賞

## 所属クラブ
- Gödöllői RC（2010-2015年）
- Békéscsabai Röplabda SE（2015-2017年）
- シュヴェリーンSC（2017-2021年）
- Aydın Büyükşehir Belediyespor（2021-2022年）
- クーネオ・グランダ・バレー（2022-2023年）
- イゴール・ゴルゴンゾーラ・ノヴァーラ（2023-2024年）
- SAGA久光スプリングス（2024-2025年）